# Oratorio di Sant'Abbondio (Masera)
L'oratorio di Sant'Abbondio è un antico edificio religioso, ora sconsacrato, situato a Masera in provincia del Verbano-Cusio-Ossola.
Il piccolo edificio sorge su uno sperone roccioso nella parte meridionale dell'abitato di Masera, poco distante dal corso del torrente Melezzo e all'imboccatura della val Vigezzo.
La parte più interessante della costruzione è il campanile romanico che svetta all'imbocco della valle. L'oratorio presenta una pianta obliqua che segue il percorso dell'antica strada comunale e si adatta alla conformazione del terreno a strapiombo sul torrente.
La tradizione vuole che l'edificio fosse parte di un monastero situato poco distante, una bolla di papa Alessandro III, conferma la presenza di una chiesa intitolata a Sant'Abbondio a metà del XII secolo e la presenza di un monastero di canonici regolari di Sant'Agostino. Della piccola chiesa originaria, orientata da est a ovest, rimane traccia sotto la finestra a croce del frontone posteriore che presenta un arco absidale. La progressiva incuria e una serie disorganica di interventi di ampliamento hanno portato all'orientamento attuale e alla perdita dell'antico corpo di cui rimane qualche frammento murario. L'edificio sconsacrato è attualmente usato come magazzino comunale.
Caratteristico è invece il campanile a muratura liscia con blocchi ben squadrati e privo dell'apparato decorativo che caratterizza altri campanili ossolani, una serie di aperture, due piani di feritoie, uno di bifora e uno di trifora con capitelli a gruccia alleggeriscono la struttura, il tetto a cuspide è a piramide. Nel lato settentrionale presenta una curiosa specchiatura con archetti e la presenza di un bovindo a mezza altezza del lato rivolto ad est probabile testimonianza dell'uso anche difensivo della torre.